# Ідоменей з Лампсака
Ідоменей з Лампсака (грец.: Ἰδομενεύς Λαμψακηνός, 325—270 р. до н. е.) був другом і учнем Епікура.

## Життя
Після переїзду Епікура до Афін та створення там своєї школи, Ідоменей залишався придворним сановником у Лампсаку близько 306—301 р. до н. е. Там він одружився з сестрою Метродора, філософом Батідою.
Ідоменей написав значну кількість філософських та історичних робіт, і хоча останні не вважалися дуже авторитетними, все ж вони повинні були мати значну цінність, оскільки, очевидно, були присвячені життєписам провідних діячів Греції.

## Твори
Згадуються назви наступних робіт Ідоменея:
- Історія Самофракії (грец.: Ἱστορία τῶν κατὰ Σαμοθρᾴκην) [5].
- Про Сократиків (грец. Περὶ τῶν Σωκρατικῶν), у тому числі збереглися деякі фрагменты [6].

Назва однієї роботи або ряду робіт Ідоменея невідома, але ми знаємо, що вона містила біографії наступних людей: Пісістрата , Фемістокла , Арістіда , Перікла , Демосфена , Есхіна , Гіперіда  та Фокіона . Не виключено, що всі ці особи згадувалися в одному творі, якому пізні письменники надали різні ймовірні назви. Найімовірніший варіант справжньої назви роботи — Про афінських вождів (грец. Περὶ τῶν Aθηνησι δημαγωγῶν).